# Usina Termelétrica Klacel
A Usina Termelétrica Klacel (Usina Termelétrica Klabin Celulose) é uma usina termelétrica movida a biomassa, instalada na localidade de Campina dos Pupos, no município de Ortigueira, no Paraná. Pertence a Klabin S.A. da holding Klabin Irmãos & Cia (KIC).
A usina fornece energia para o complexo industrial da Unidade Puma, em Ortigueira, fábrica que tem a capacidade de produção anual de 1,5 milhão de toneladas de celulose. Unidade que custou um investimento de 8,5 bilhões de reais, um dos maiores investimento do setor industrial no Sul do Brasil.
A usina foi construída a partir de 2014 e entrou em funcionamento em 2016, tendo a capacidade de produzir 330.000 kW (potência instalada), sendo 150.000 kW de potência líquida, utilizando-se de licor negro como combustível principal e biomassa de pinus e eucalipto como alternativa.
A usina pode produzir 260 megawatts de energia, sendo que deste total, 110 mw são usados para consumo próprio e os 150 mw restantes, que até então seria a capacidade para abastecer uma cidade com 500 mil habitantes, é disponibilizado no sistema elétrico brasileiro.
Em 2021 entrou em operação mais um turbogerador, totalizando três. O conjunto gerador com tecnologia da Siemens foi ampliado a partir de 2019, passando a contar com 528 mw de potência.

## Ver Também
- Usina Termelétrica Suzano Maranhão
- Usina Termelétrica de Figueira